# 香蕉面包
香蕉面包（英語：Banana bread），是一种以香蕉泥、面粉和其他配料制成的面包。

## 历史
1930年代，随着小苏打和发酵粉的大量生产與销售普及，香蕉面包开始出现在北美一些著名的烹饪书中。它先是出现在了皮尔斯伯里公司1933年出版的“平衡食谱”烹饪书中，后随着1950年“金吉达香蕉烹饪书”的出版获得了更多的认可。
香蕉于1870年代出现在美国，并过了一段时间后才成为甜点的配料。现代香蕉面包的配方大约在1930年代开始在烹饪书中出现，它的流行很大程度上得益于当时市场上推出的发酵粉。一些食品历史学家认为香蕉面包是大萧条时期的副产物，因为聪明的家庭主妇不希望扔掉过熟的香蕉（因为当时购买香蕉仍然需要不少花费），其他人认为现代香蕉面包是在商用厨房开发的，以推广面粉和小苏打产品。香蕉面包的诞生也可能是这两种理论的混合，例如在商用厨房中进行的开发，同时作为一种利用过熟香蕉的做法进行营销。

## 配方和变化
它只需要五种基本原料，即香蕉、面粉、小苏打、鸡蛋和黄油（或油），用熟透了的香蕉更好吃。同时可以加入各式配料，一些变化例如：
- 葡萄干香蕉面包
- 坚果香蕉面包（通常以切碎的坚果为特色，例如核桃、山核桃或杏仁）
- 巧克力豆香蕉面包（以巧克力豆为特色）
- 香蕉面包松饼
- 肉桂碎香蕉面包
- 素香蕉面包（不含鸡蛋或奶制品）
- 蓝莓香蕉面包（或其他水果，如树莓或橙子，以增加额外的风味）